# Roleta

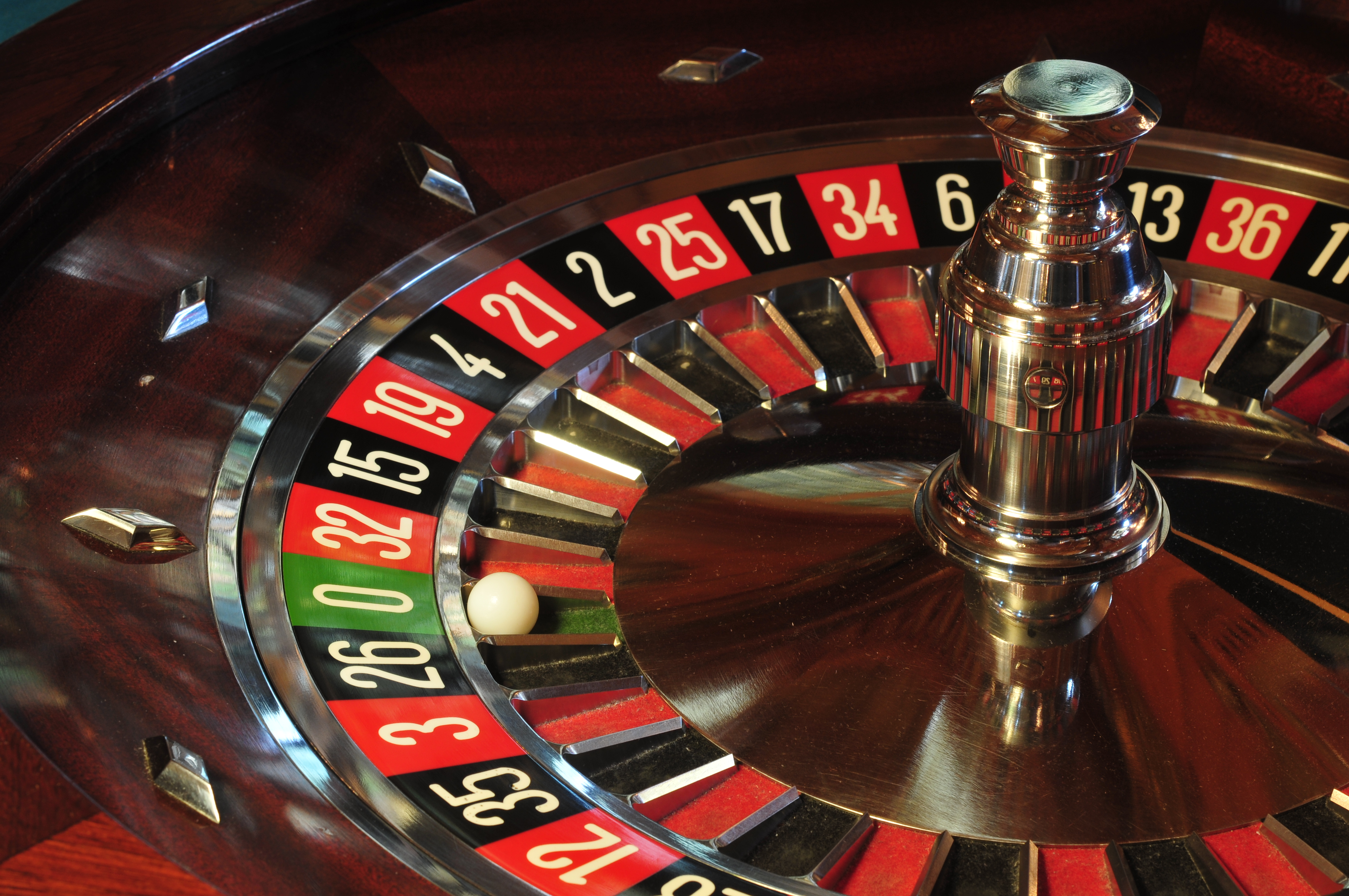

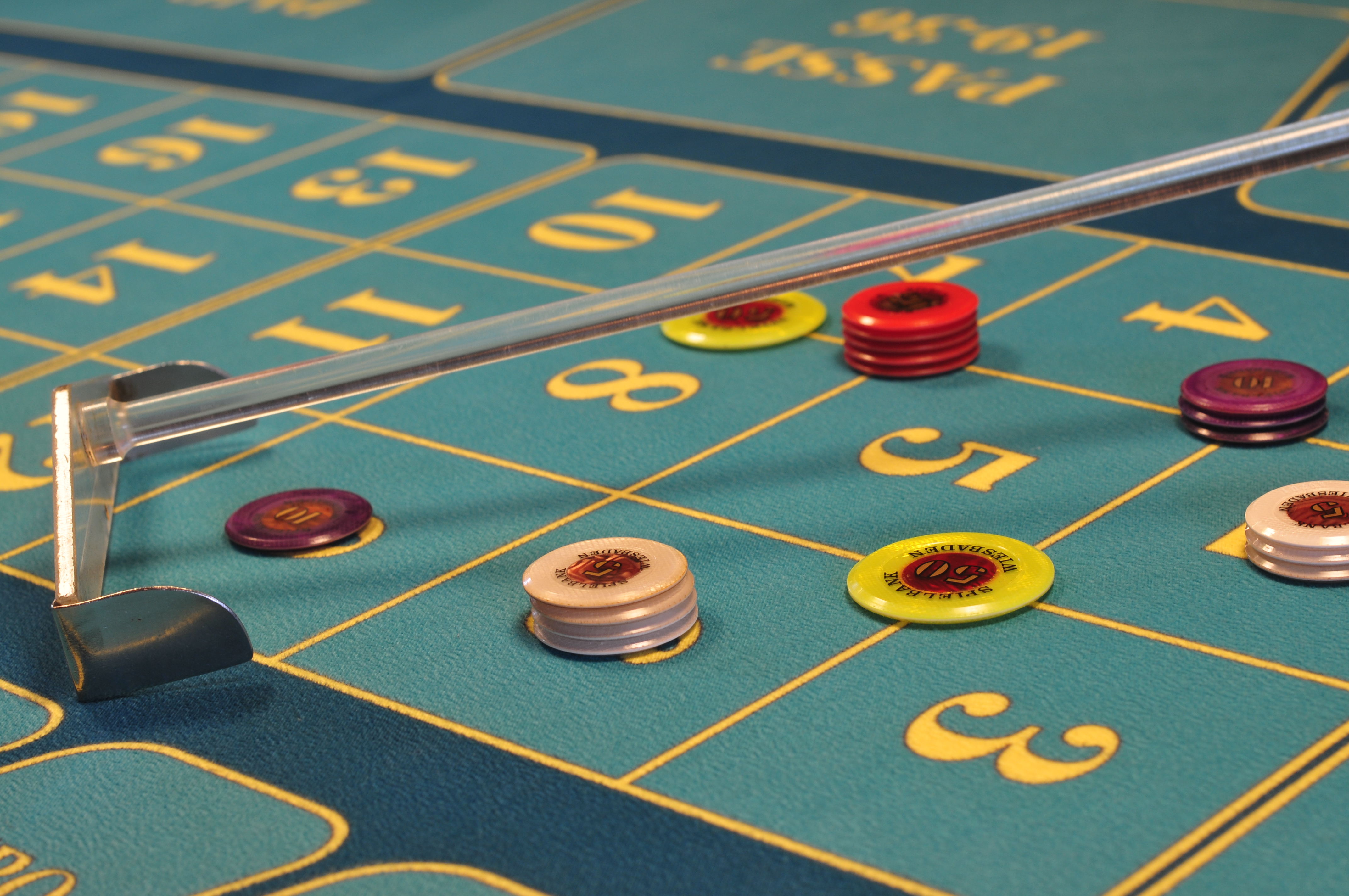

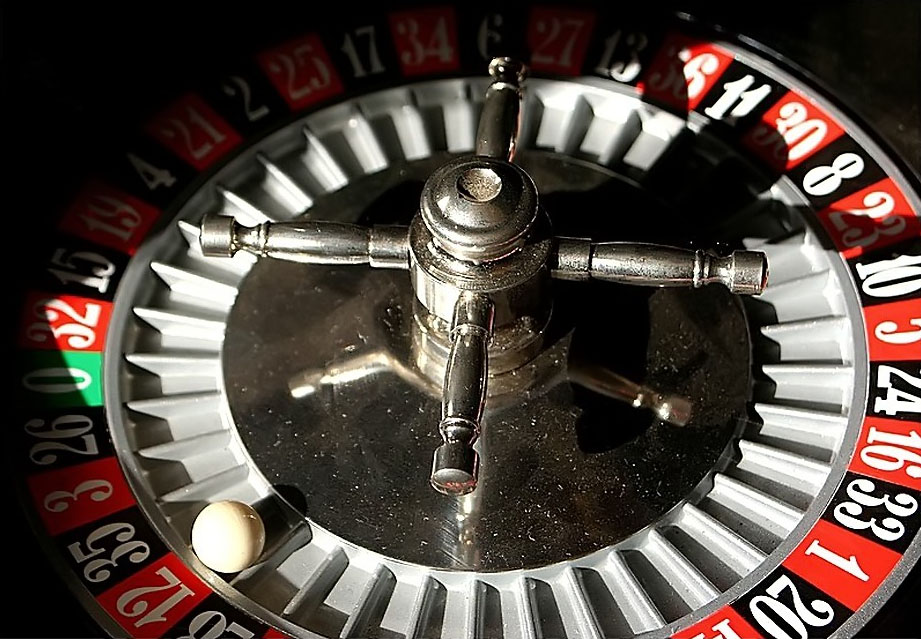
Foto de uma roleta

A roleta é um jogo de azar muito comum em casinos. O termo deriva do francês roulette, que significa "roda pequena". O uso da roleta como elemento de jogo de azar, em configurações distintas da atual, não está documentado na entrada da Idade Média. É de suspeitar que a sua referência mais antiga seja a chamada "Roda da Fortuna", conhecida ao longo de toda a história. A "magia" do movimento das rodas teve de impactar a todas as gerações dos homens. A aparente quietude do centro, o aumento da velocidade conforme nos arredores da roleta, a possibilidade de que se detenha no ponto de azar, tudo isto influi no desempenho de distintos jogos que têm a roda como base. 
As rodas e, por extensão, as roletas, sempre tiveram uma conexão com o mundo mágico e esotérico. Assim, uma delas parte do tarô, mais precisamente dos que conhecem como arcanos maiores. Segundo os indícios, a criação de uma roleta e suas normas de jogo, muitos similares às que conhecemos hoje em dia, deve-se a Blaise Pascal, que idealizou uma roleta com números, que tem um extremo equilíbrio na posição em que está colocado cada número. A eleição de números deu um alcance mais vinculado à magia (a soma dos primeiros números [1-36] é o número mágico por excelência: 666).

## Equipamento
A mesa da roleta é composta por duas secções, a própria roda e o layout de apostas, mais conhecido como layout da roleta. Existem dois estilos de mesas de roleta. Um tem um layout de aposta único com a roda da roleta em uma extremidade e o outro tem dois layouts com a roda no centro. A roda gira horizontalmente.
À frente do desenho do layout, que é impresso em baeta verde, está um espaço contendo a figura 0 (estilo europeu) ou as figuras 0 e 00 (estilo americano, embora tais rodas fossem usadas também na Europa durante os séculos XVIII e XIX). A parte principal do projeto é composta por 36 espaços retangulares numerados consecutivamente, alternadamente coloridos em vermelho e preto e dispostos em três colunas de 12 espaços cada, começando com 1 na parte superior e terminando com 36 na parte inferior.
As fichas de Roleta são usadas para identificar o jogador e para fazer apostas. Na roleta física, o jogador compra um certo número de fichas, que ele então coloca na mesa da roleta nas caixas em que quer apostar. Quando você quiser fazer uma aposta "de 19 a 36", tudo o que você tem que fazer é colocar sua ficha naquela caixa.

## Probabilidades de roleta
Ao usar a roda de estilo americano com 0 e 00, a vantagem (“vigorosa”) para o banco aumenta para 2 partes extras em 38, ou cerca de 5,26% de todas as apostas. A única exceção é a aposta na linha de 5 números, em que a vantagem da casa é de cerca de 7,89%.
A roleta, conforme jogada em outros locais que não os Estados Unidos e o Caribe, é a mesma, exceto que a roda e o layout contêm apenas um único zero (0). Isso reduz a vantagem do banco para cerca de 2,7 por cento. Em alguns casinos, quando 0 aparece, todas as apostas de dinheiro par - vermelho, preto, ímpar, par, alto, baixo — estão na prisão (“aprisionadas”). No próximo giro da roda, se 0 aparecer novamente, a casa coleta metade de cada aposta presa; caso contrário, ele coleta todas as apostas perdidas e retorna as apostas originais para todos os vencedores. Com esta regra, a vantagem do banco em apostas de dinheiro igual é reduzida para cerca de 1,35 por cento.

## Estratégias e táticas de apostas

### Métodos de previsão
No início da década de 1990, Gonzalo Garcia-Pelayo acreditava que as roletas dos casinos não eram perfeitamente aleatórias e que, ao registar os resultados e analisá-los com um computador, ele poderia ganhar vantagem sobre a casa ao prever que certos números eram mais prováveis de ocorrer. Ele fez isso no Casino de Madrid em Madrid, Espanha, ganhando 600 000 euros em um único dia e um milhão de euros no total. A ação legal contra ele pelo casino não teve sucesso, sendo decidido que o casino deveria consertar sua roda.
Para se defender contra explorações como essas, muitos casinos usam software de rastreamento, usam rodas com novos designs, giram as cabeças das rodas e giram aleatoriamente anéis de bolso.
No casino Hotel Ritz, em março de 2004, dois sérvios e um húngaro usaram um scanner a laser escondido dentro de um telefone celular conectado a um computador para prever o setor da roda onde a bola provavelmente cairia. Eles arrecadaram £ 1,3 milhão em duas noites. Eles foram presos e mantidos sob fiança policial por nove meses, mas eventualmente liberados e autorizados a manter seus ganhos, pois não interferiram no equipamento do casino.

### Métodos de Martingale
O método Martingale é reconhecido como uma das estratégias mais conhecidas e antigas para aumentar as chances de vitória na roleta, bem como em outros jogos como pôquer e blackjack. Essencialmente, trata-se de um sistema progressivo no qual a aposta é dobrada ou aumentada em caso de derrota, de modo que, ao atingir a vitória, o valor do dinheiro apostado é recuperado integralmente.
No método Martingale, não há ganhos ou perdas diretas. Sua finalidade principal é recuperar o investimento inicial para aqueles que sofreram perdas significativas ou sucessivas, oferecendo uma proteção contra perdas substanciais por um período considerável.

### Métodos de Fibonacci
Conforme sugere o nome, essa técnica é baseada na sequência de números Fibonacci, onde cada número subsequente é a soma dos dois anteriores (1 – 1 – 2 – 3 – 5, e assim por diante). Em uma mesa de roleta, a técnica Fibonacci implica aumentar gradualmente a aposta a cada rodada, seguindo a sequência. O objetivo é monitorar de perto os ganhos e as perdas, permitindo a recuperação gradual das derrotas e a identificação do momento em que se está à frente.
A vantagem dessa abordagem é sua simplicidade e menor exposição a riscos em comparação com outros sistemas, devido ao aumento de apostas de forma menos agressiva.

### Métodos de D'Alembert
Ao contrário da estratégia Martingale, que dobra a aposta após cada derrota, na técnica D'Alembert, a aposta original é adicionada ao valor da última aposta realizada. Desenvolvida pelo matemático francês Jean Le Rond D'Alembert, essa estratégia é uma das mais antigas e conservadoras. O conceito fundamental é que um evento tende a não se repetir imediatamente, e as probabilidades de vitória aumentam à medida que se joga mais.
A vantagem de usar a abordagem D'Alembert reside em sua facilidade de aplicação e na capacidade de manter o controle do orçamento, promovendo um jogo responsável. É uma escolha comum entre jogadores experientes em cassinos físicos e virtuais.
Novos avanços tornaram impossível a previsão da roleta, o que é especialmente verdadeiro online, onde uma tecnologia comprovadamente justa é implementada. As únicas estratégias que podem ser aplicadas à roleta moderna são as estratégias de apostas utilizadas para controlar as suas perdas, em vez de aumentar as suas hipóteses de ganhar.